# Taras Czornowił
Taras Wiaczesławowycz Czornowił, ukr. Тарас Вячеславович Чорновіл (ur. 1 czerwca 1964 we Lwowie) – ukraiński polityk, deputowany. Syn Wiaczesława Czornowiła.

## Życiorys
Z wykształcenia biolog, ukończył studia na Uniwersytecie Lwowskim. Pracował początkowo jako laborant, a od drugiej połowy lat 80. jako dziennikarz, był m.in. redaktorem naczelnym gazety "Mołoda Ukrajina". Od 1990 zajmował się działalnością biznesową, zasiadał też w radzie obwodu lwowskiego.
Pod koniec lat 90. został członkiem Ludowego Ruchu Ukrainy, kierowanego przez swojego ojca. Rok po śmierci Wiaczesława Czornowiła zaproponowano mu kandydowanie w wyborach uzupełniających do Rady Najwyższej, co pozwoliło mu zdobyć mandat posła III kadencji. W 2001 odszedł z NRU, przystępując do partii Reformy i Porządek. W 2002 z ramienia koalicyjnego Bloku Nasza Ukraina po raz drugi został deputowanym z okręgu jednomandatowego.
W 2004 Taras Czornowił niespodziewanie odszedł do parlamentarnej frakcji "Centrum". W wyborach prezydenckich w tym samym roku opowiedział się za kandydaturą Wiktora Janukowycza (został szefem jego komitetu wyborczego na czas powtórzonej drugiej tury głosowania), podczas gdy dawna partia jego ojca wspierała Wiktora Juszczenkę.
Wkrótce przystąpił do Partii Regionów, stając się jednym z jej liderów. W 2006 i 2007 z ramienia tego ugrupowania ponownie uzyskiwał mandat poselski. W trakcie VI kadencji opuścił frakcję PR. W 2012 nie uzyskał reelekcji jako kandydat niezależny.